# CRC Handbook of Tables for Organic Compound Identification

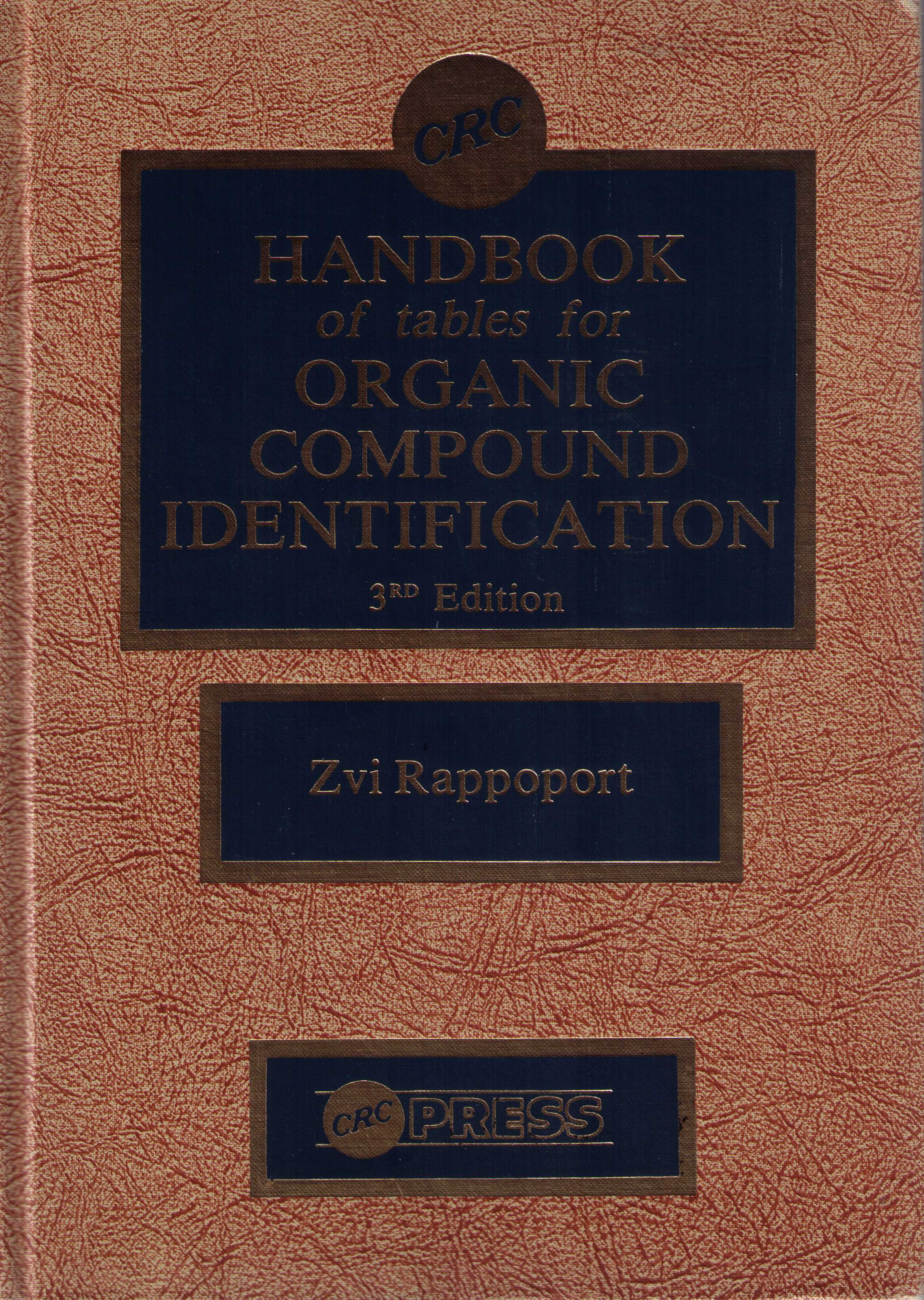
Titelseite

Das CRC Handbook of Tables for Organic Compound Identification von CRC Press ist ein Standardwerk der Chemie, das seit 1960 aufgelegt wird. Es enthält Tabellen mit numerischen Daten von über 8000 chemischen Verbindungen. Die Feststoffe sind nach Schmelzpunkten, die Flüssigkeiten nach Siedepunkten geordnet.